# Gnejusz Pompejusz Strabon
Gnejusz Pompejusz Strabon (Gnaeus Pompeius Strabo, zm. 87 p.n.e.) – rzymski wódz i polityk.

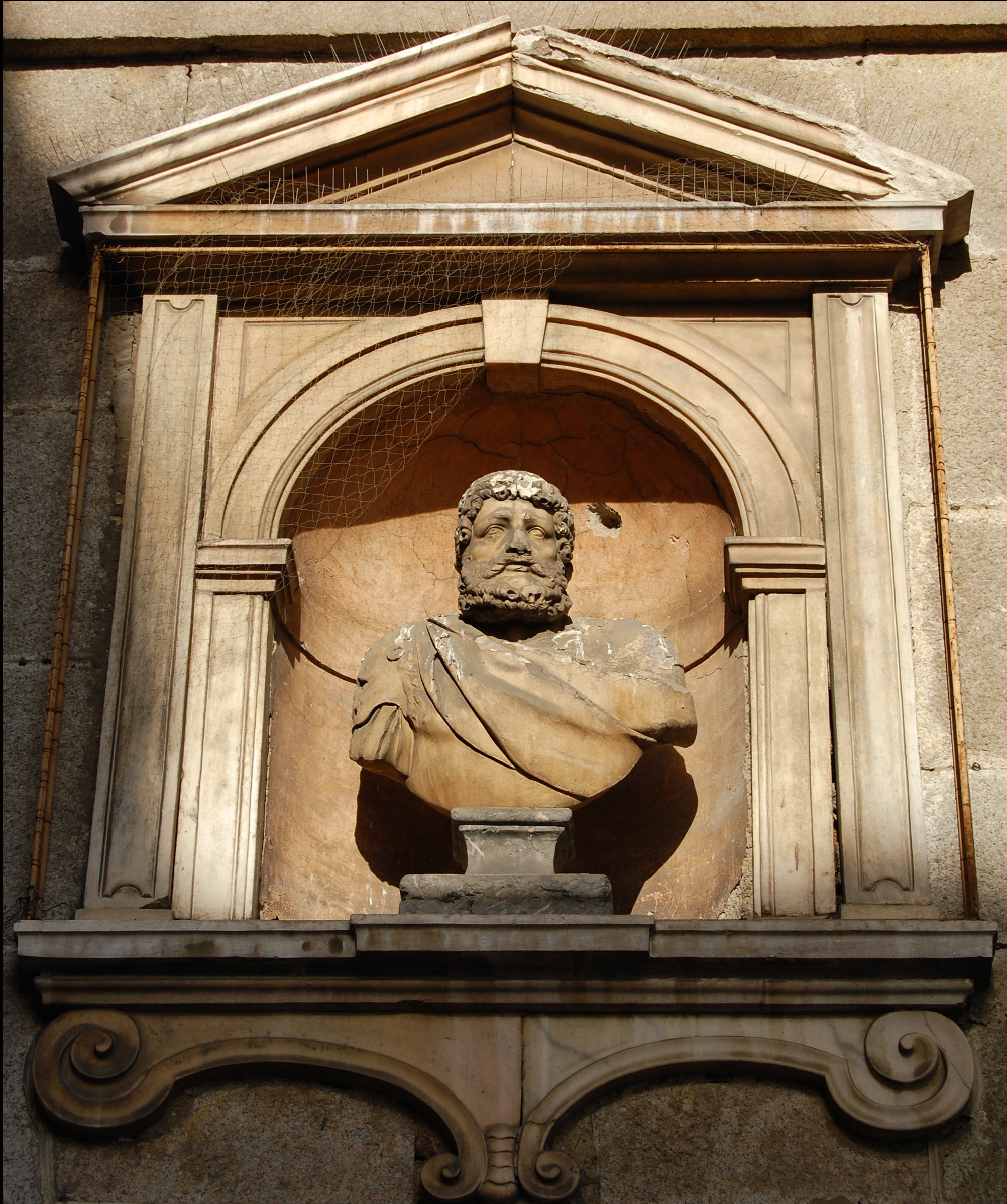
Popiersie Gnejusza Pompejusza Strabona w Lodi

Mimo że największe polityczne wpływy posiadał w Picenum, prawdopodobnie stamtąd nie pochodził, gdyż tribus, do którego należała gens Pompeia, Clustumnia, nie występowała w tym rejonie. Pierwszy w rodzie osiągnął status senatora. Udowadniając swój talent militarny, przeszedł cursus honorum rozpoczynając karierę jako kwestor na Sardynii w 104 p.n.e., pretorem został w 92 p.n.e., był potem namiestnikiem Macedonii, w końcu obejmując w roku 89 p.n.e. konsulat. Odegrał ważną rolę w wojnie ze sprzymierzeńcami (pomiędzy Rzymem a mieszkańcami Italii) w latach 91–88 p.n.e. Początkowo (w roku 90) służył jako legat konsula Rutyliusza Rufusa. Został wtedy pobity przez Widacyliusza, Tytusa Lafreniusza i Publiusza Wettiusza w bitwie koło góry Falernus. Zmuszony do odwrotu schronił się w murach Firmum, gdzie oblegał go Lafreniusz. Dzięki posiłkom i uderzeniu z dwóch stron udało mu się wyrwać z oblężenia, a pobici w polu Marsowie uciekli i schronili się w Askulum, które następnie Strabon obległ i zdobył. Za to zwycięstwo obdarzony został triumfem, który odbył 25 grudnia 89 r. Następnie w charakterze prokonsula wrócił do Picenum. Gdy wybuchła wojna między stronnictwem Sulli pod wodzą konsula Gnejusza Oktawiusza, a popularami dowodzonymi przez Mariusza i Cynnę wkroczył do Lacjum. Mimo to nie włączył się do działań obserwując tylko sytuację. Dopiero wyraźny rozkaz senatu skłonił go do działania. Stanął pod Rzymem, w pobliżu Porta Collina i pomógł konsulowi Gn. Oktawiuszowi w wyparciu Mariusza z Miasta (Rzymu). Jednocześnie przekonał senat do rozmów z oponentem. Zmarł w wyniku zarazy przed ostatecznym rozwiązaniem sytuacji.
Jego synem był Gnejusz Pompejusz Wielki.